# Koneck (gmina)
Koneck (do 1930 gmina Straszewo) – gmina wiejska w województwie kujawsko-pomorskim, w powiecie aleksandrowskim. W latach 1975–1998 gmina położona była w województwie włocławskim.
Siedziba gminy to Koneck.
Według danych z 30 czerwca 2004 gminę zamieszkiwały 3434 osoby.

## Struktura powierzchni
Według danych z roku 2005 gmina Koneck ma obszar 68,13 km², w tym:
- użytki rolne: 84%
- użytki leśne: 7%

Gmina stanowi 14,32% powierzchni powiatu.

## Demografia

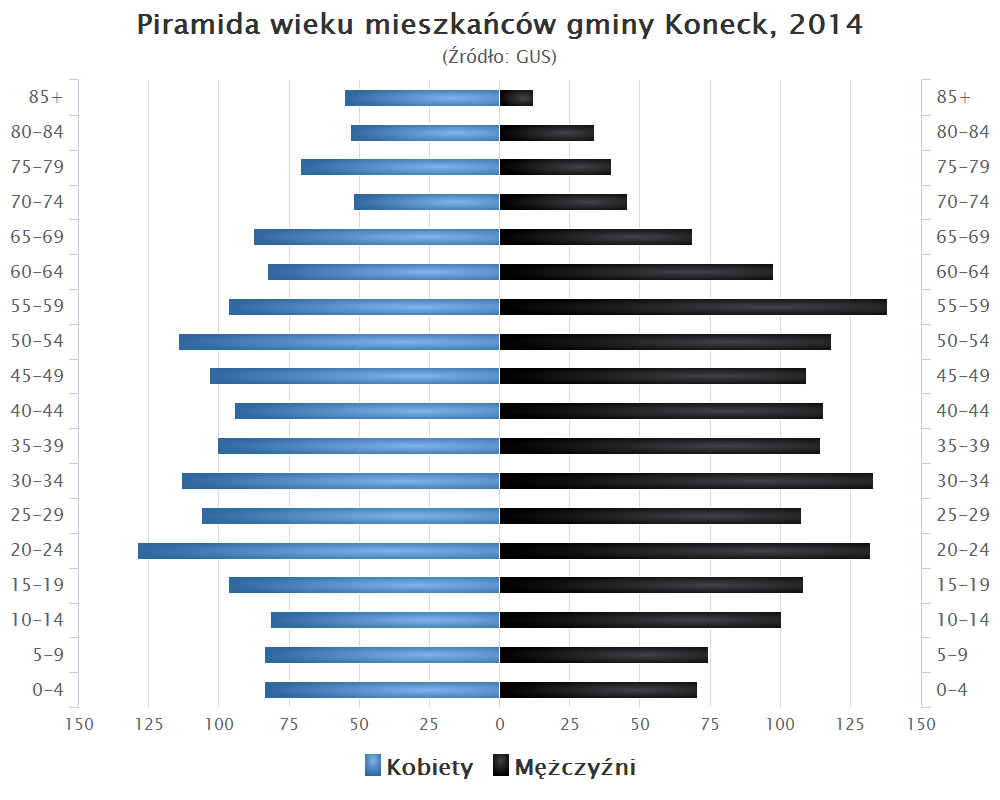
Piramida wieku mieszkańców gminy Koneck w 2014 roku

Dane z 30 czerwca 2004:
| Opis                              | Ogółem | Ogółem | Kobiety | Kobiety | Mężczyźni | Mężczyźni |
| --------------------------------- | ------ | ------ | ------- | ------- | --------- | --------- |
| jednostka                         | osób   | %      | osób    | %       | osób      | %         |
| populacja                         | 3434   | 100    | 1682    | 49      | 1752      | 51        |
| gęstość zaludnienia (mieszk./km²) | 50,4   | 50,4   | 24,7    | 24,7    | 25,7      | 25,7      |

## Zabytki
Wykaz zarejestrowanych zabytków nieruchomych na terenie gminy:
- kościół parafii pod wezwaniem św. Prokopa z 1902 roku w Konecku, nr 313/A z 29.07.1993 roku
- drewniany wiatrak paltrak z 1925 roku w Pomianach, nr 197/A z 14.01.1985 roku
- drewniany kościół parafii pod wezwaniem św. Marcina z 1780 roku w Straszewie, nr 313 z 01.06.1955 roku

## Sołectwa
Brzeźno, Chromowola, Jeziorno, Kajetanowo, Kamieniec, Koneck, Kruszynek, Kruszynek-Kolonia, Młynek, Opalanka, Ossówka, Pomiany, Romanowo, Spoczynek, Straszewo, Święte, Zapustek, Zazdromin, Żołnowo.

## Miejscowości niesołeckie
Kolonia Straszewska, Rybno, Wincentowo.

## Sąsiednie gminy
Aleksandrów Kujawski (gmina wiejska), Bądkowo, Dąbrowa Biskupia, Raciążek, Waganiec, Zakrzewo